# 锦州 (辽朝)
锦州，临海军，辽朝的州。
辽太祖置，治所在永乐县（今辽宁省锦州市）。辖境相当今辽宁省锦州、葫芦岛、兴城三市地区。属中京道。元朝中统后，废州治永乐县入州。明朝洪武初年废。

## 历任临海军节度使
辽朝
- 赵思温（936年—938年）
- 韩匡佑（辽穆宗时）
- 刘邠（辽景宗时）
- 萧曷领（1008年—1010年）
- 萧虚烈（1010年—1012年）
- 耶律少宁（1014年）
- 赵匡禹（1017年—1019年）
- 耶律宗业（1024年—1025年）
- 耶律守宁（1025年—1027年）
- 萧琳（1030年）
- 耶律拔剌（重熙年间）
- 耶律仁先（1039年—1041年）
- 耶律运（1045年）
- 耶律迪里（1050年）
- 耶律庶忠（1053年—1056年）
- 耶律迪烈（1056年—1057年）
- 耶律兖（1057年）
- 萧袍鲁（清宁年间）
- 耶律庆嗣（1067年）
- 耶律孝淳（1076年）
- 孟有孚（大安年间）
- 耶律思齐（1096年）
- 耶律应（1097年—1099年）
- 萧安世（1100年—1101年）
- 萧兀纳（1109年）
- 耶律术者（1114年—1115年）

金朝
- 张觉（1123年）
- 乌古论蒲鲁虎（金熙宗时）
- 唐括安礼（贞元年间）
- 完颜彀英（正隆年间）